# Robin Murphy
Robin Murphy (Alabama, 25 de agosto de 1957) es una científica de computación y roboticista estadounidense. Es profesora de la Universidad de Texas A&M. Es conocida por ser la fundadora de los campos de la robótica de rescate y la interacción entre humanos y robots y también por incluir el uso de robots en los casos de desastres.
Los estudios realizados por Robin Murphy en el campo del comportamiento de los sistemas no tripulados, llevaron al ingeniero cognitivo David Woods a plantear la Ley de autonomía de (Robin) Murphy: un despliegue de sistemas robóticos no alcanzará el nivel de autonomía marcado como objetivo, creando una deficiencia en los mecanismos diseñados para la coordinación con portadores de problemas humanos.
Murphy también es conocida por usar la ciencia ficción como un método innovador de enseñanza de inteligencia artificial y robótica.

## Biografía
Murphy se crio en Douglas, Georgia. Se licenció en Ingeniería Mecánica del Instituto de Tecnología de Georgia en 1980, trabajó en el campo de la seguridad de procesos industriales, regresando al Instituto de Tecnología de Georgia obteniendo en 1988 una maestría y posteriormente el doctorado en informática en 1992 bajo la dirección de Ronald Arkin. Fue la primera persona en doctorarse en robótica en la Facultad de Computación del Instituto Tecnológico de Georgia. Más tarde, también fue profesora asistente en la Escuela de Minas de Colorado entre 1992 y 1998. Se mudó a la Universidad del Sur de Florida como profesora asociada en 1998 y fue ascendida a profesora titular en 2003. 
En 2008, Murphy se mudó a la Universidad de Texas A&M, siendo miembro del Grupo de Estudio de Ciencias de la Defensa entre 1997 y 1998; lo que la llevó a participar en numerosos consejos científicos, incluido el Consejo Científico de Defensa y el Consejo Asesor Científico de las Fuerzas Aéreas de los EE. UU.

## Premios
- En 2014, Murphy recibió el Premio Eugene L. Lawler de la Asociación para Maquinaria de Computación por contribuciones humanitarias dentro de la informática.[6]

- Su trabajo humanitario ha sido galardonado con el Premio Motohiro Kisoi 2009 por sus contribuciones académicas en la Ingeniería de rescate y el Premio al Contribuyente Sobresaliente Al Aube de la Fundación AUVSI en 2008.[7]

- En 2010, fue nombrada miembro de IEEE, por sus contribuciones para usar la robótica en rescates y la inserción de robots en grandes desastres".[8]

- Su libro Disaster Robotics (MIT Press 2014), ganó una mención de honor en el Premio PROSE de los American Publishers Awards de 2015 a la mejor escritora en Ingeniería y Tecnología.[9]

- Su trabajo en Juntas Gubernamentales la llevó a obtener el Premio al Servicio Civil Ejemplar de las Fuerzas Aéreas de los EE. UU. en 2005.

- Murphy es citada con frecuencia en los medios de comunicación, como por ejemplo la popular revista WIRED 'AlphaGeek',[10] como una de las 15 personas innovadoras que remodelan Texas. Murphy es hoy una de las 30 profesoras más innovadoras y una de las mujeres más influyentes en el área de la tecnología.

- Además, Murphy apareció en un cortometraje-documental, Living with Robots (Honda), que se presentó en el Festival de Cine de Sundance en 2010, con una versión de 90 segundos que se distribuyó en cines nacionales.